# Norra Åskagstjärnen
Norra Åskagstjärnen är en sjö i Filipstads kommun i Värmland och ingår i Göta älvs huvudavrinningsområde. Sjön har en area på 0,392 kvadratkilometer och ligger 199 meter över havet.

## Delavrinningsområde
Norra Åskagstjärnen ingår i det delavrinningsområde (662505-141657) som SMHI kallar för Utloppet av Yngen. Medelhöjden är 221 meter över havet och ytan är 84,43 kvadratkilometer. Räknas de 4 avrinningsområdena uppströms in blir den ackumulerade arean 122,56 kvadratkilometer. Storforsälven (Skärjbäcken) som avvattnar avrinningsområdet har biflödesordning 4, vilket innebär att vattnet flödar genom totalt 4 vattendrag innan det når havet efter 349 kilometer. Avrinningsområdet består mestadels av skog (56 procent). Avrinningsområdet har 29,36 kvadratkilometer vattenytor vilket ger det en sjöprocent på 34,7 procent. Bebyggelsen i området täcker en yta av 1,34 kvadratkilometer eller 2 procent av avrinningsområdet.